# Buddhadeva Bose
Buddhadeva Bose, auch Buddhadeb Bosu (bengalisch বুদ্ধদেব বসু Buddhadeb Basu; * 30. November 1908 in Comilla; † 8. März 1974 in Kolkata), war ein indischer Dichter, Dramatiker, Romancier, Kritiker, Journalist und Universitätslehrer. Bose gilt als eine der bedeutendsten literarischen Gestalten nach der indischen Unabhängigkeit und zählt nach Rabindranath Tagore zu den einflussreichsten Literaten bengalischer Sprache. Aufgrund seiner zahlreichen Veröffentlichungen und vielfältigen Wirkungsweise steht er wie Bankim Chandra Chattopadhyay für die große sprachliche und stilistische Tradition dieser Region.

## Leben und Werk
Bose wurde am 30. November 1908 in Comilla im damals zu Britisch-Indien gehörenden Ostbengalen, dem heutigen Bangladesch geboren. Als die Mutter unmittelbar nach seiner Geburt an Tetanus verstarb, entschied sich der Vater, Bhudev Chandra Bose, ein Anwalt in Dhaka, für ein Leben als Wanderasket und kehrte erst Jahre später wieder ins bürgerliche Leben zurück. Den Sohn überließ er der Fürsorge der Großeltern mütterlicherseits.
Bose verbrachte die Jugend in Comilla, Noakhali und Dhaka im Gangesdelta. Nach dem Schulbesuch in Dhaka studierte er an der dortigen Universität von 1923 bis 1931 Englische Sprache und Literatur. Er schloss es mit dem Master ab. Daneben engagierte er sich in literarischen Clubs. 1931 zog er nach Kolkata, wo er zunächst seinen Lebensunterhalt durch Privatunterricht verdiente. 1934–1945 lehrte er am Ripon College (heute: Surendranath College), einem Undergraduate College der University of Calcutta und schrieb als Journalist für The Statesman, Indiens älteste englischsprachige Zeitschrift und bis heute nach eigenen Angaben die „führende englischsprachige Zeitschrift Westbengalens“.
Als Mitarbeiter der schöngeistigen Zeitschrift Kallol und als Herausgeber der Zeitschriften Pragati (Dhaka 1927–1929) und Kavita („Dichtung“, Kolkata 1935–1961, die erste und führende Literaturzeitschrift Bengalens) trat Bose früh aus dem Schatten Tagores heraus, den er verehrte, von dem er aber auch unterschieden sein wollte: dem Idealismus Tagores stellte er eine modernere Literatur gegenüber, die mehr städtische und säkulare Themen behandelte und westlich orientiert war. Boses Zweisprachigkeit – Englisch und Bengalisch – sowie seine Kenntnis der europäischen und amerikanischen Literatur von Boris Pasternak über Baudelaire zu Hölderlin, Pound, Yeats, Eliot und Henry Miller eröffnete ihm ein kosmopolitisches Spektrum und hielt ihn zeitlebens von politischen und ideologischen Festlegungen fern, wie sie in den 30er und 40er Jahren vor allem von den Schriftstellern der „Progressive Writers Association“, den „Anti-Fascit Writers“ und der „Artist Association“ gelegentlich gefordert wurde. Im Unterschied z. B. zu seinem älteren Kollegen Premchand war er von der Autonomie der Literatur so überzeugt, dass er darin bis zum Bekenntnis der „l'art pour l'art“ gehen konnte.
Boses etwa 200 Bücher, Schriften und Sammlungen decken ein ungewöhnlich breites Spektrum ab: sie reichen von den verschiedenen Prosaformen – Briefe, Tagebücher, Literaturkritik, Memoiren, Romane, Kinderbücher und Erzählungen – über Dichtung bis hin zu Übersetzungen (so von Werken Baudelaires, Rilkes und Kalidasas in Bengalisch) und Werken in englischer Sprache.
In den 1950er Jahren war Bose in den Vereinigten Staaten als Gastdozent tätig und lehrte u. a. in Pennsylvania College for Women (1953–1954), der Indiana University, dem Brooklyn College, der Colorado University, dem Wesleyan College und der Universität von Hawaii. 1963–1965 lehrte Bose in Bloomington.
1956–1963 hatte Bose den von ihm selbst gegründeten Lehrstuhl für Vergleichende Literaturwissenschaft an der Jadavpur University in Kolkata inne.
1969 wurde Bose wegen der ungeschminkten Darstellung ehelicher Untreue in seinem Roman „Raat Bhore Brishhti“ wegen Verbreitung unsittlicher Schriften angeklagt, jedoch freigesprochen. Das Aufsehen um den Roman machte den Roman jedoch weithin bekannt und verschaffte auch dem Autor eine große, wenn auch so nicht erwünschte, Popularität.
Von 1937 bis 1966 lebte Bose in 202 Rashbehari Avenue, Chandannagar/Kolkata, dem „Haus der Dichtung“ (Kavitabhavan), einem Treffpunkt für Literaten, Verleger, Intellektuelle und Professoren, das schließlich selbst zu einem Verlagshaus wurde.
1972 durch eine Impfreaktion geschwächt, starb Bose am 8. März 1974 in Kolkata an einem Schlaganfall.
Der Autor war seit 1934 mit Pratibha Bose (1914/15–2006) verheiratet, mit der er zwei Töchter und einen Sohn hatte. Sie war selbst schriftstellerisch tätig.

## Preise
Bose erhielt für sein Schaffen mehrfach nationale Preise: 1967 den Sahitya Akademi Puraskar der indischen Akademie der Wissenschaften für das Theaterstück Tapasvi O Tarangini, 1970 den Padma-Bhushan-Preis der indischen Regierung und 1974 postum den Rabindra Award des Bundesstaates Westbengalen für seine Dichtung Svagata Biday (1974).

## Kritik
- Obwohl selbst vollkommen bilingual, beurteilte Bose die Möglichkeit, dass indische Schriftsteller sich im Englischen sprachlich kreativ ausdrücken könnten, pessimistisch. Für die indo-englische Literatur, die sich inzwischen eindrucksvoll entwickelt hat, hatte er kein Gespür.[3] Mit denselben Argumenten hatte er sich allerdings bereits 1957 gegen die Einführung von Hindi als nationaler Einheitssprache Indiens ausgesprochen.
- Für die Abspaltung Bangladeschs von Pakistan in den Jahren 1971/72 hatte der Bengale Bose kein Verständnis; vor allem nach Veröffentlichung des Briefwechsels mit seiner Tochter (1988/89) wurde ihm unter dem abschätzigen Stichwort Bhadralok („die besseren Leute“) vorgeworfen, das nationale Anliegen der Bangladescher ignoriert und als Hindu in seinem Werk generell die Anliegen und literarischen Bemühungen des (ärmeren) muslimischen Bevölkerungsteils vernachlässigt zu haben („icy disregard … they simply didn't count“).[4] – Der Ruf der Überheblichkeit eilt den bengalischen Literaten freilich auch innerhalb der Hindu-Gesellschaft Indiens voraus.

## Werke (in Auswahl)
Gedichte
- Bandir Bandanaa/Bandir Bandona, 1930
- Kankaavati, 1937
- Draupadir Sharee, 1948
- Shiter Prarthana: Basanter Uttar, 1955
- Je Andhaar Alor Adhik, 1958

Romane
- Laal Megh, 1934
- Tithidore, 1949
- Moner Moto Meye, 1951
- Raatbhare BrishhTi, 1967
- Raataal Theke Alaap, 1967
- Golaap Keno Kaalo, 1968

Erzählungen, Kurzgeschichten, Sammlungen
- Abhinay, Abhniay Nay, 1930
- Rekhaachitra, 1931
- Bhaaso Amaar Bhelaa, 1963

Theaterstücke
- Tapasbee O Tarangini, 1966
- Kolkatar Electra O Satyaasandha, 1968

Essays
- Kaaler Putul, 1946
- Saahityacharchaa, 1954
- Rabindranath: Kathasaitya, 1955
- Shbadesh O Sangskrti, 1957

Reisetagebücher, Memoiren
- Hathaat Alor Jhalkaani, 1935
- Sab Peyechhir Deshe, 1941

Übersetzungen
- Kalidaaser Meghadut, 1957, aus dem Sanskrit
- Charles Baudelaire: Taar Kavita, 1960
- Rainer Maria Rilker Kavita, 1970

Sachbücher
- Bhajan Rashik Bangali, 2005 (Bengalische Kochrezepte, ursprgl. als Serie in der Zeitschrift Anandabazar Patrika, 1971)

Artikel in englischer Sprache
- An Acre of Green Grass: A Review of Modern Bengali Literature, 1948
- Tagore. Portrait of a Poet, 1962

Fremdsprachige Ausgaben
- Bose, Buddhadev: Selected Poems. Transl. by Ketaki Kushari Dyson. New Delhi : OUP 2002.
- Bose, Buddhadeva [Basu, Buddhadeba]: Das Mädchen meines Herzens. Roman, übersetzt und mit einem Nachwort und einem Glossar versehen von Hanne-Ruth Thompson; Ullstein, Berlin 2010 ISBN 978-3-550-08813-1
  - Originaltitel Monor Moto Meye 1951 / englisch u.d.T. My Kind of Girl

- Vier Bahnreisende erzählen einander nachts während eines unfreiwilligen Aufenthalts in einem Bahn-Wartesaal ihre Erfahrungen mit dem, was für sie einmal die Liebe bedeutete.